# Battery Park Underpass
El Battery Park Underpass (en español: "Paso a desnivel de Battery Park") es un túnel vehicular en el extremo sur de Manhattan, Nueva York, cerca de los vecindarios de South Ferry y Battery Park City. El túnel conecta la FDR Drive, que va a lo largo del lado este de Manhattan, con la West Side Highway (Ruta Estatal de Nueva York 9A, o NY 9A), que recorre a lo largo del lado oeste de la isla. Abierto en 1951, fue la segunda sección del FDR Drive en ser terminada. El paso a desnivel cruza debajo del Battery Park y la entrada al túnel Brooklyn-Battery.

## Historia

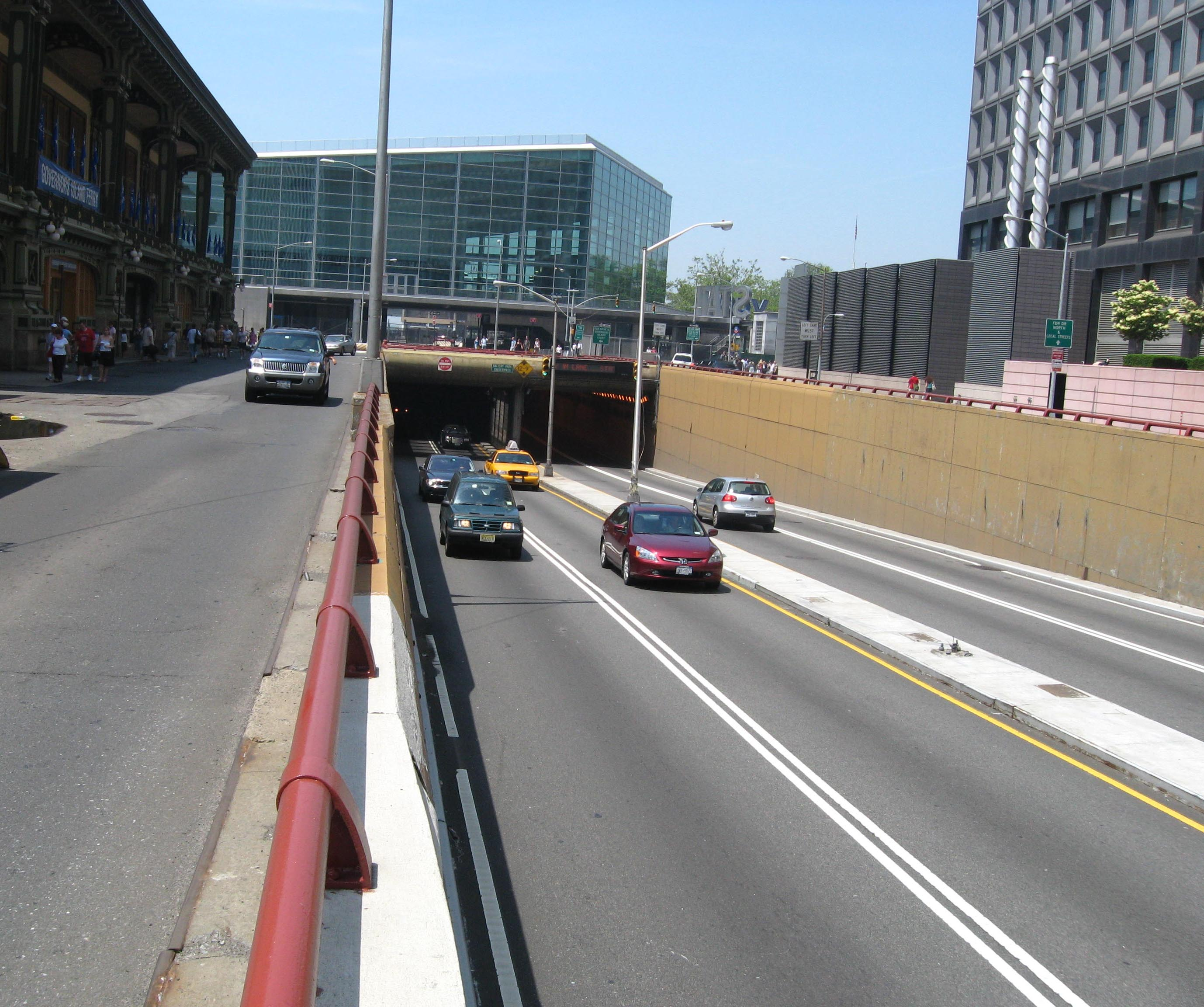
Entrada oriental en la FDR Drive en frente del Battery Maritime Building

El paso a desnivel empezó a construirse en 1949 y abrió al público el 10 de abril de 1951. Corre debajo del Battery Park, conectando la West Side Highway al viaducto de South Street con dos carriles de tráfico en cada dirección. El proyecto se completó poco después de la apertura del túnel Brooklyn-Battery en 1950, y provee acceso directo entre el túnel y la FDR Drive.
En el 2005, durante la reconstrucción de la NY 9A, el extremo oeste del Battery Park Underpass fue extendido hacia el norte unos 7.6 metros para permitir un carril de retorno (vuelta en U) y comodidades para peatones y ciclistas.
Durante los Huracán Sandy, el túnel se llenó completamente con agua de mar y requirió importantes reparaciones.

### Planes de extensión

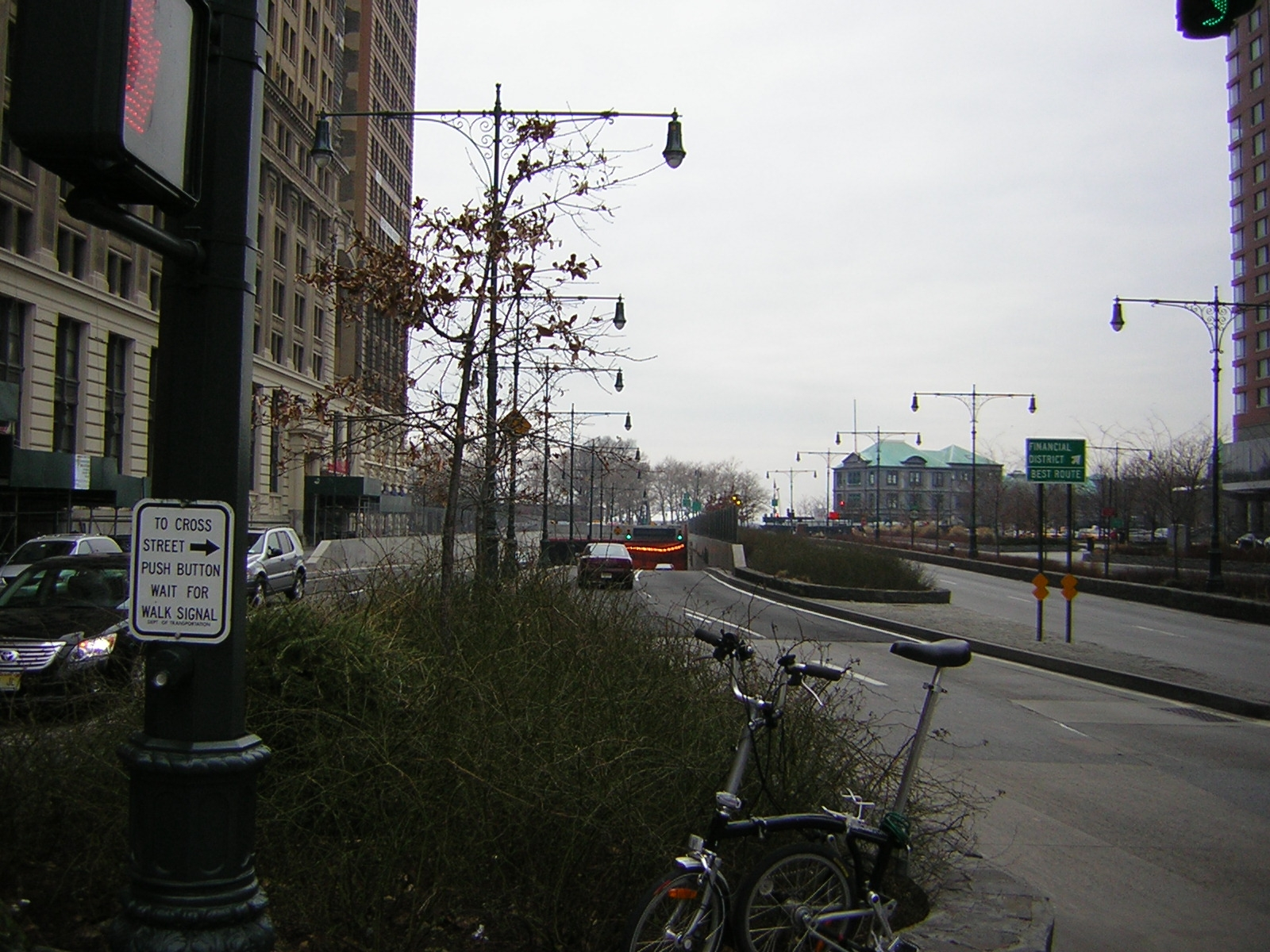
Entrada oeste desde la West Side Highway

Hubo tres propuestas para extender el túnel al norte por el lado de la FDR Drive.
- En 1971, se sugirió que el viaducto de South Street se convierta en un túnel, esencialmente extendiendo el paso a desnivel hasta el puente de Brooklyn.
- En el 2002, la Downtown Alliance, el distrito de mejora de negocio, pidió una extensión de 105 metros del paso a desnivel para crear una plaza frente al Battery Maritime Building. El costo estimado iba a ser de $70 millones.[6]
- En el 2005, el alcalde Michael Bloomberg también pidió una extensión del paso a desnivel cerca del Battery Maritime Building como parte de un plan para rehabilitar el viaducto de South Street.[7]